# Subsistensjordbruk
Subsistensjordbruk eller familjebruk är ett självhushållande jordbruk, där produktionen syftar till att försörja jordbrukarens familj med mat och andra förnödenheter, samt i förekommande fall betala skatter. Detta skiljer subsistensjordbruket från kommersiellt jordbruk, där hela eller delar av produktionen kan säljas.

## Neolitiska revolutionen
Subsistensjordbruk uppstod först under den neolitiska revolutionen, och omfattade då i första hand odling av vete och korn. De första jordbrukssamhällena fanns i Nilens, Eufrats och Indus floddalar. Subsistensjordbruk är fortfarande vanligt i stora delar av Afrika och många länder i Asien och Latinamerika.

## Småbrukare
Småbruk är ett något bredare begrepp, där jordbrukaren kan ha andra inkomster genom binäringar.